# Palazzo della Corgna (Corciano)
Il palazzo della Corgna, ora palazzo Comunale, sorge nel centro storico del borgo medievale di Corciano, in provincia di Perugia. Attribuito all'architetto Galeazzo Alessi (1512-1572), fu realizzato, come residenza suburbana, nel periodo 1560-1570, per disposizione del marchese di Castiglione del Lago Ascanio della Corgna (1514-1571) e del fratello cardinale Fulvio (1517-1583).

## Storia e descrizione

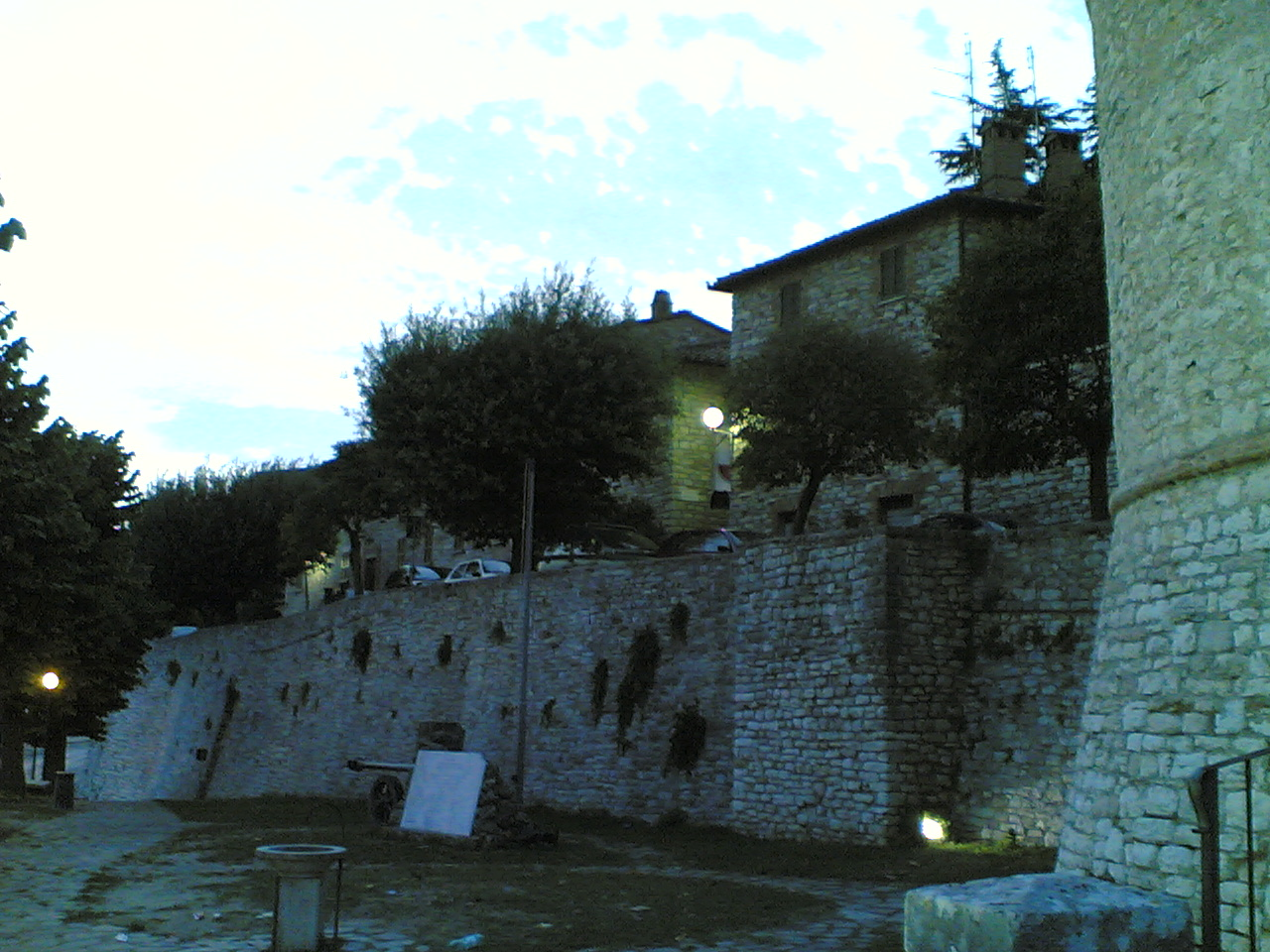
Scorcio delle mura di Corciano

Il famoso condottiero Ascanio della Corgna, esperto in fortificazioni militari, era amico di Galeazzo Alessi, suo stimato maestro di architettura. Quando questi rientrò in Perugia nel 1561 (dopo aver realizzato molte opere, soprattutto a Genova e a Milano) il marchese, in accordo con il fratello cardinale, nipoti di papa Giulio III, gli commissionò il rimaneggiamento del suo principale palazzo a Castiglione del Lago. Fece altrettanto con il palazzo di Castel della Pieve e con quello periferico a Corciano. Fulvio, in particolare, gli fece ristrutturare altresì la villa del Colle del Cardinale, sua lussuosa dimora estiva, il castello di Pieve del Vescovo, in cui amavano soggiornare i metropoliti perugini, e la palazzina di caccia annessa all'abbazia dei Sette Frati.
Corciano divenne feudo dei della Corgna che, per tale motivo, vollero costruire, su un preesistente edificio medievale, nella più importante via del paese, un palazzo degno del loro rango. Gli abitanti del borgo, sito su un colle a pochi chilometri da Perugia e dal marchesato di Castiglione del Lago, gradirono con fierezza che i marchesi e la loro famiglia villeggiassero sovente nell'amena zona.
Il palazzo esternamente si adatta perfettamente, nonostante lo stile architettonico diverso, al tessuto urbanistico che lo circonda. Un interessante portale d'ingresso introduce all'interno, dove, tra i vari ambienti (ormai destinati ad altri usi), emerge il sontuoso salone di rappresentanza (ora vi si riunisce il consiglio comunale) caratterizzato da un ricco soffitto ligneo a cassettoni decorato, secondo il gusto manieristico tipico del Cinquecento, con scene mitologiche e raffaellesche, attribuite al pittore fiorentino Salvio Savini, discepolo della scuola di Federico Zuccari (1539-1609). Il Savini aveva già prestato la propria opera, per i della Corgna, nell'esecuzione di alcuni affreschi nelle residenze di Castiglione del Lago e di Castel della Pieve.
La parte sottostante dell'edificio ospita ancora le antiche scuderie e i magazzini per le derrate alimentari. Una gradevole corte contribuisce a fornire maggiore luce ed aerazione al complesso e si distingue per una cisterna e una scalea, secondo accesso all'interno.
Nella residenza i marchesi erano accompagnati dalla servitù, dal consigliere politico Scipione Tolomei e dal poeta bernesco Cesare Caporali che organizzavano anche feste e ricevimenti, molto ambiti dai nobili perugini.
Il primo e ultimo duca di Castiglione del Lago Fulvio Alessandro della Corgna (1589-1647), sempre bisognoso di denaro, alienò, negli anni quaranta del Seicento, insieme ad altri immobili di famiglia, il palazzo ad un'aristocratica casata perugina. Iniziò, dunque, per il prestigioso edificio un lento declino che durerà fino al 1887 quando divenne sede comunale.